# Stade Mohammed V
Stade Mohammed V (Arabisch: مركب محمد الخامس; Nederlands: Mohammed V stadion) is een multifunctioneel voetbalstadion in Casablanca. Het is het thuisstadion van Raja Casablanca, Wydad Casablanca en soms het Marokkaans voetbalelftal. Stade Mohammed V werd in 1955 geopend met een capaciteit van 50.000 plaatsen. De capaciteit is sindsdien verhoogd naar 67.000 plaatsen en daarmee is het stadion het grootste voetbalstadion van Marokko.
Stade Mohammed V is een trekpleister voor toeristen. En is daardoor een van de bezienswaardigheden van de stad Casablanca.

## Geschiedenis
Toen het stadion op 6 maart 1955 werd geopend onder de naam Stade Marcel Cerdan, had het een capaciteit van 30.000 zitplaatsen. Een jaar later, na de onafhankelijkheid van Marokko, werd de naam veranderd in Stade d'Honneur.
Aan het eind van de jaren 1970 werd het stadion gesloten voor een grondige renovatie, ter voorbereiding van de Mediterrane Spelen die in 1983 in Casablanca werden gehouden. Na de verhoging van de capaciteit, de installatie van een elektronisch paneel, de bouw van een overdekt multi-sporthal en een overdekt zwembad rond het stadion, werd deze in 1983 heropend onder de nieuwe naam Stade Mohammed V en bood het plaats aan 50.000 mensen.
In 2000 werd het stadion wederom gerenoveerd, nadat Marokko zich had aangemeld als kandidaat voor de organisatie van het Wereldkampioenschap voetbal. Het stadion kreeg stoeltjes met groene en rode kleuren aan de zijkanten, behalve vak-Zuid (Magana) en -Noord (Frimija). Tevens werd het stadion weer groter en bood het ruimte aan 67.000 toeschouwers.

## Faciliteiten
Vandaag de dag is het meer dan alleen een stadion. Het complex beschikt ook over een sporthal met 12.000 zitplaatsen, een overdekt olympisch zwembad, een mediacentrum van 650 vierkante meter, een conferentieruimte, een vergaderzaal, een gezondheidscentrum en een anti-dopingscentrum.
Het Mohammed V stadion is gelegen in het centrum van Casablanca, op 25 kilometer van de internationale luchthaven van Casablanca, en 5 kilometer van het treinstation Casa Voyageurs. Er bevindt zich ook een parkeerplaats met een capaciteit van duizend auto's.

## Memorabele wedstrijden
Naast de grote Casablanca Derby, vinden in het stadion ook andere grote (internationale) wedstrijden plaats.

### Internationaal
- November 2011 :  Wydad Casablanca -  Espérance Sportive de Tunis: 0 - 0
  - Finale CAF Champions League 2011

Toeschouwers: 100.000
- April 2004 :  Marokko -  Argentinië: 0 - 1
  - Vriendschappelijk

Toeschouwers: 70.000
- November 2002:  Raja Casablanca -  Al-Zamalek : 0 - 0
  - Finale CAF Champions League 2002

Toeschouwers: 90.000
- December 1997 :  Raja Casablanca -  Ashanti Gold SC: 1 - 0
  - Finale CAF Champions League 1997

Toeschouwers: 70.357
- Juni 1997:  Marokko -  Ghana : 1 - 0
  - Play-off Wereldkampioenschap voetbal 1998

Toeschouwers : 85.000
- Oktober 1993:  Marokko -  Zambia : 1 - 0
  - Kwalificatie Wereldkampioenschap voetbal 1998

Toeschouwers : 30.000
- December 1992:  Wydad Casablanca -  Al-Hilal Omdurman: 2 - 0
  - Finale CAF Champions League 1992

Toeschouwers: 50.000
- Juli 1985:  Marokko -  Egypte : 2 - 0
  - Kwalificatie Wereldkampioenschap voetbal 1986

Toeschouwers : 30.000